# Lisa Zaiser
Lisa Zaiser (née le 23 août 1994 à Ferndorf) est une nageuse autrichienne, spécialiste des quatre nages.

## Carrière
En 2012, elle est la plus jeune membre de la délégation autrichienne aux Jeux olympiques de Londres ; elle est inscrite dans l'épreuve du 200 mètres papillon, mais ne passe pas les séries, étant éliminée avec le dix-neuvième temps. Elle remporte la médaille de bronze aux Championnats d'Europe 2014 au 200 mètres quatre nages.

## Palmarès

### Championnats d'Europe
- Championnats d'Europe 2014 à Berlin ( Allemagne) :
  -  Médaille de bronze du 200 m quatre nages